# Moritz Gottgetreu

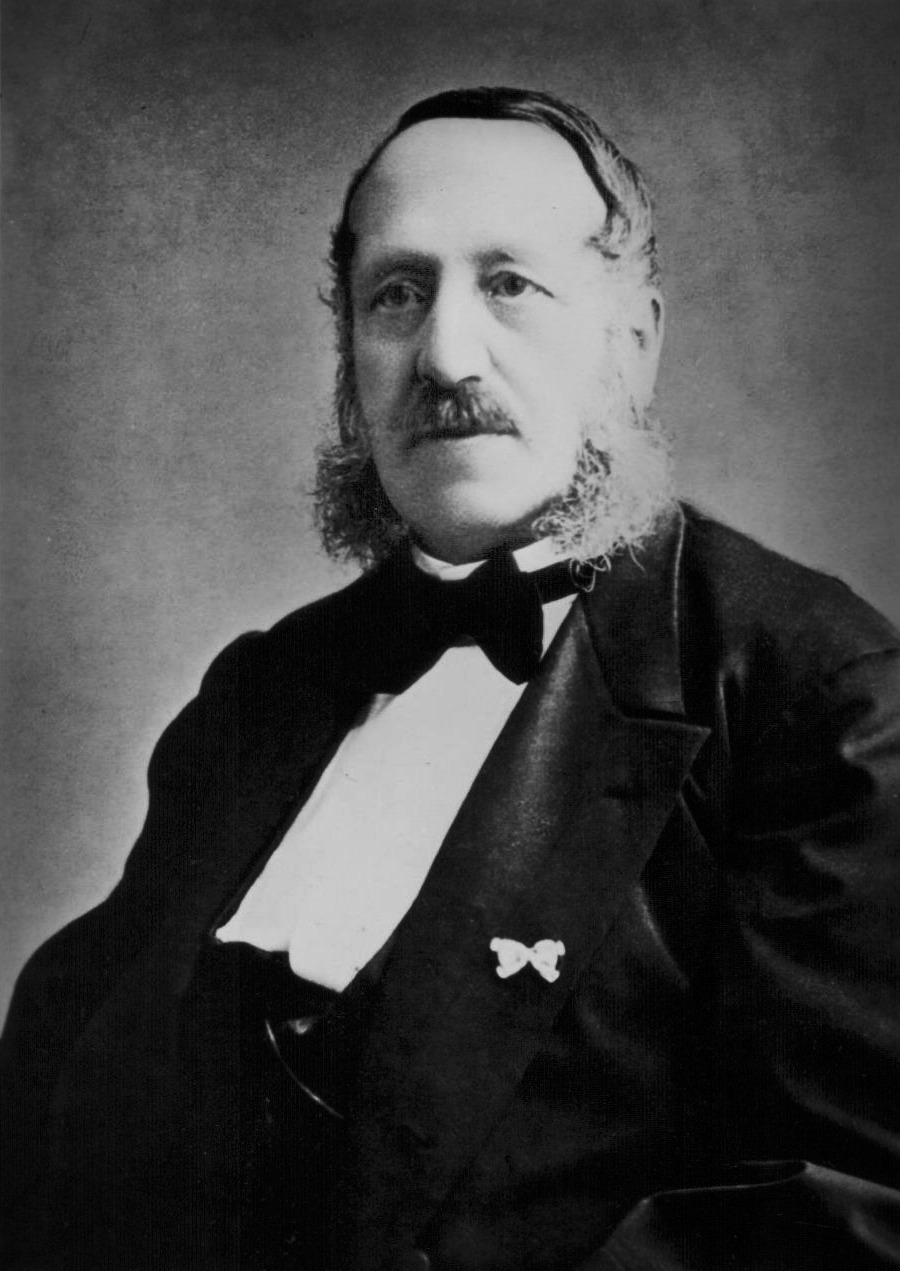
Moritz Gottgetreu

Moritz Wilhelm Gottgetreu (* 22. September 1813 in Swinemünde; † 26. Februar 1885 in Potsdam) war ein deutscher Ingenieur, Architekt und Innenarchitekt in der Funktion eines Hofbaumeisters in Potsdam.

## Leben
Moritz Gottgetreu war der Sohn des Hafenbaukonstrukteurs und Landbaumeisters Gustav Adolf Wilhelm Gottgetreu. Nach seinem Studium unter anderem bei Karl Friedrich Schinkel an der Bauakademie in Berlin wurde er 1844 Baumeister bei der Königlichen Gartenintendantur und arbeitete 1845–1846 unter Ludwig Persius als Baumeister für den Fontänenbau in der Hofbaukommission. Bereits 1840 trat er dem Architektenverein zu Berlin bei.
1849 erhielt Moritz Gottgetreu den Titel eines Hofbaumeisters und 1851 den eines Hofbauinspektors in Potsdam. Im Jahr 1861 zum Hofbaurat ernannt, verstarb er 1885 als Geheimer Oberhofbaurat in Potsdam. Seine Brüder Rudolf Wilhelm und Gustav Adolf (1812–1890) arbeiteten ebenfalls als Architekten. Der in der Literatur sehr häufig genannte Vorname „Martin“ ist auf eine falsche Sekundärquelle zurückzuführen und nicht zutreffend.
Seine Ehefrau Elisabeth Gobbin war die Tochter des Gutsbesitzers Christian Heinrich Ludwig Gobbin (1790–1860), auf Schloß Teupitz, und der Henri(e)tte Bornemann. Ihr ältester Sohn war der Leutnant d. R. Walter Gottgetreu (* 20. August 1845 in Charlottenhof bei Potsdam;  † 21. August 1870 bei Vionville, Frankreich).  Ihr zweiter Sohn Gustav Adolf Moritz Gottgetreu  (* 16. November 1846 in Bornstedt bei Potsdam; † 7. Oktober 1911) wurde Hofgärtner in Rheinsberg. Das Ehepaar Gottgetreu hatte mit Gertrud, Marie, Elisabeth und Anna vier Töchter.

## Architektur
Die Bauwerke des Moritz Gottgetreu gehören entsprechend seiner Ausbildung in Berlin und seines Betätigungsfeldes in Potsdam der Schinkelschule an. Seine Hauptaufgaben waren Bauausführungen, insbesondere von Entwürfen Ludwig Persius’. Gottgetreu war ein Experte für Fontänen- und Bewässerungsanlagen und als solcher für König Friedrich Wilhelm IV. in Sanssouci und den Prinzen Wilhelm im Park Babelsberg tätig. Darüber hinaus entstanden in Babelsberg auch zahlreiche Nebengebäude und Parkarchitekturen nach seinen Entwürfen.
In der Berliner Vorstadt in Potsdam ließ der Kaufmann und Zuckersiedereibesitzer Eduard Tummeley nach Plänen Gottgetreus 1847–1848 eine Villa am Havelufer errichten. Die Villa Tummeley entspricht mit ihren gelben Backsteinfassaden und den Dekorationsformen im Stil der Tudorgotik den Bauten im gegenüberliegenden Park Babelsberg. Ihr Baukörper lehnt sich in der Massengliederung an das ebenfalls am Ufer befindliche Kleine Schloss an.

## Bauten (Auswahl)

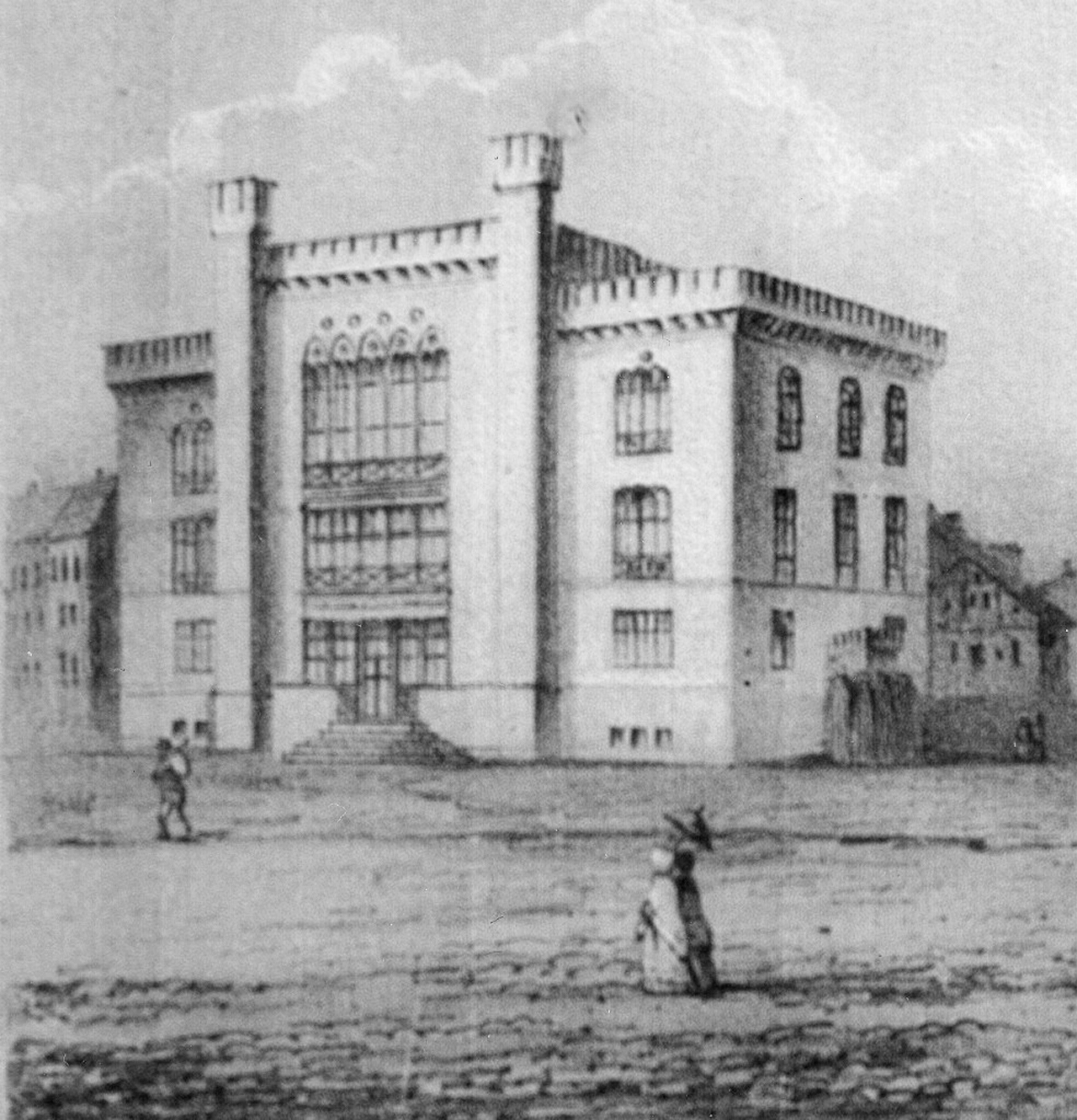
Schule in der Anklamer Wollweberstraße

- Park Babelsberg, Dampfmaschinenhaus, 1843–1845, Bauausführung nach Ludwig Persius
- Schloss Babelsberg, zweiter Bauabschnitt, 1845–1849, Bauausführung nach Ludwig Persius und Johann Heinrich Strack
- Potsdam, Villa Tummeley, 1847–1848, verändert erhalten
- Park Babelsberg, Umbau Kutscherhaus, 1850
- Anklam, Gymnasium,[2] 1852
- Neuhardenberg, Erneuerung des Schlosses, 1852
- Park Babelsberg, Gewächshäuser der Hofgärtnerei, 1855–1865
- Schloss Dobrau in Dobrau, Umbau 1856–1858, als Ruine erhalten
- Potsdam, Villa Gottgetreu, 1858, nicht erhalten
- Park Babelsberg, Küchenhaus, 1859–1860
- Park Babelsberg, zwei Torhäuser, 1865, eines an der Straße Alt Nowawes erhalten
- Berlin, Wohnhaus Lindenallee 7, 1867–1868, nicht erhalten
- Schloss Gusow, Erneuerungen, um 1870

## Veröffentlichungen (Auswahl)
- Das Dampfmaschinenhaus und die Fontainen am Babelsberge bei Potsdam. Allgemeine Bauzeitung 11, 1846
- Der Fontainen-Bau zu Sans-Souci. Berlin 1854
- Das Schloß Babelsberg. (mit J. H. Strack), Berlin 1857